# Hadena behensis
Hadena behensis är en fjärilsart som beskrevs av Freyer 1831. Hadena behensis ingår i släktet Hadena och familjen nattflyn. Inga underarter finns listade i Catalogue of Life.